# Gnophos notata
Gnophos notata là một loài bướm đêm trong họ Geometridae.